# Sharbazher District
Sharbazher District är ett distrikt i Irak.   Det ligger i provinsen Sulaymaniyya, i den norra delen av landet, 280 km norr om huvudstaden Bagdad.